# Freie-Partie-Weltmeisterschaft 1933

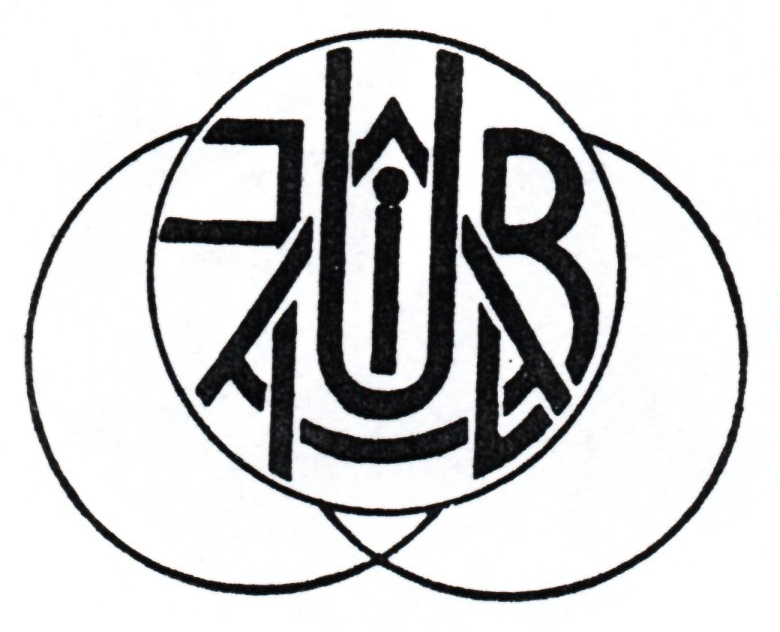
Logo UIFAB (ausrichtender Verband)

Veranstaltungsort: Lille

Die Freie-Partie-Weltmeisterschaft 1933 war die sechste UIFAB-Weltmeisterschaft in der Freien Partie. Das Turnier fand vom 24. bis zum 27. Mai in Lille in Frankreich statt. Es war die zweite Freie-Partie-Weltmeisterschaft in Frankreich.

## Geschichte
Der erst 20-jährige Berliner Walter Joachim wurde in Lille überraschend Weltmeister in der Freien Partie. Er ist erst der zweite Deutsche nach Albert Poensgen der den Titel eines Weltmeisters erreichen konnte. Der Titel kam auch deshalb sehr überraschend, weil Joachim erst fünf Tage vor Turnierbeginn die Einladung erhielt. Bei der letzten Weltmeisterschaft waren seine Leistungen eigentlich zu schlecht und deshalb war kein deutscher Akteur für die Weltmeisterschaft vorgesehen. Er startete das Turnier mit Siegen gegen Albert, de Lerena und de Leeuw mit Siegen in 8, 19 und 3 Aufnahmen. Danach folgte eine Niederlage mit 8:500 in fünf Aufnahmen gegen den Weltmeister von 1931 Théo Moons aus Belgien. Die letzte Partie gegen den aktuellen Weltmeister Juan Butrón musste Joachim unbedingt gewinnen, da Ferraz und Albert im Generaldurchschnitt (GD) vor ihm lagen. Beim Spielstand von 337:291 für ihn beendete er die Partie mit einer Schlussserie von 163 Punkten in der 14. Aufnahme und war mit nur einer Niederlage verdienter Weltmeister.

## Turniermodus
Das ganze Turnier wurde im Round Robin Modus gespielt. Bei Punktegleichstand wird in folgender Reihenfolge gewertet:
1. MP = Matchpunkte
2. GD = Generaldurchschnitt
3. HS = Höchstserie

## Abschlusstabelle
| MP    | Match Points (Sieger = 2; Unentschieden = 1; Verlierer = 0) |
| Pkte. | Erzielte Karambolagen                                       |
| Aufn. | Benötigte Versuche                                          |
| GD    | Generaldurchschnitt                                         |
| BED   | Bester Einzeldurchschnitt eines Spielers                    |
| HS    | Höchstserie                                                 |
|       | Bester GD des Turniers                                      |
|       | Bester ED des Turniers                                      |
|       | Beste HS des Turniers                                       |
|       | 1. Platz (Gold)                                             |
|       | 2. Platz (Silber)                                           |
|       | 3. Platz (Bronze)                                           |

| Platz                      | Name                 | MP   | Pkte. | Aufn. | GD    | BED    | HS  |
| -------------------------- | -------------------- | ---- | ----- | ----- | ----- | ------ | --- |
| 1                          | Walter Joachim       | 12:2 | 3008  | 74    | 40,64 | 166,66 | 489 |
| 2                          | Alfredo Ferraz       | 10:4 | 2908  | 60    | 48,46 | 166,66 | 495 |
| 3                          | Jean Albert          | 10:4 | 2600  | 59    | 44,06 | 125,00 | 340 |
| 4                          | Juan Butrón          | 8:6  | 3121  | 77    | 40,53 | 166,66 | 464 |
| 5                          | Ernst Reicher        | 8:6  | 2637  | 72    | 36,62 | 83,33  | 295 |
| 6                          | Théo Moons           | 4:10 | 2221  | 71    | 31,28 | 83,33  | 254 |
| 7                          | Piet de Leeuw        | 4:10 | 1863  | 95    | 19,61 | 38,46  | 113 |
| 8                          | José Maria de Lerena | 0:14 | 897   | 102   | 8,79  | –      | 265 |
| Turnierdurchschnitt: 31,56 |                      |      |       |       |       |        |     |